# Kanton Desvres
Desvres (Nederlands: Deveren of Deverne) is een kanton van het Franse departement Pas-de-Calais. Het kanton maakt deel uit van het arrondissement Boulogne-sur-Mer. Bij decreet van 24 februari 2014 met uitwerking in 2015 werd het uitgebreid van 23 naar 52 gemeenten

## Gemeenten
Het kanton Desvres omvatte tot en met 2014 de volgende gemeenten:
- Alincthun
- Bainghen
- Bellebrune
- Belle-et-Houllefort
- Bournonville
- Brunembert
- Colembert
- Courset
- Crémarest
- Desvres (hoofdplaats)
- Henneveux
- Longfossé
- Longueville
- Lottinghen
- Menneville
- Nabringhen
- Quesques
- Saint-Martin-Choquel
- Selles
- Senlecques
- Vieil-Moutier
- Le Wast
- Wirwignes

Vanaf 2015 zijn dat : 
- Alincthun
- Ambleteuse
- Audembert
- Audinghen
- Audresselles
- Bazinghen
- Bellebrune
- Belle-et-Houllefort
- Beuvrequen
- Bournonville
- Brunembert
- Carly
- Colembert
- Courset
- Crémarest
- Desvres
- Doudeauville
- Ferques
- Halinghen
- Henneveux
- Hervelinghen
- Lacres
- Landrethun-le-Nord
- Leubringhen
- Leulinghen-Bernes
- Longfossé
- Longueville
- Lottinghen
- Maninghen-Henne
- Marquise
- Menneville
- Nabringhen
- Offrethun
- Quesques
- Questrecques
- Rety
- Rinxent
- Saint-Inglevert
- Saint-Martin-Choquel
- Samer
- Selles
- Senlecques
- Tardinghen
- Tingry
- Verlincthun
- Vieil-Moutier
- Wacquinghen
- Le Wast
- Wierre-au-Bois
- Wierre-Effroy
- Wirwignes
- Wissant